# Большекачаково
Большекачаково (баш. Оло Ҡасаҡ) — деревня в Калтасинском районе Башкортостана, административный центр Большекачаковского сельсовета.

## Население
| 2002 | 2009 | 2010 |
| ---- | ---- | ---- |
| 605  | ↗615 | ↘510 |

Национальный состав
Согласно переписи 2002 года, преобладающая национальность — удмурты (97 %).

## Географическое положение
Расстояние до:
- районного центра (Калтасы): 25 км,
- ближайшей ж/д станции (Янаул): 60 км.